# Acanthosyris falcata
Acanthosyris falcata är en sandelträdsväxtart som beskrevs av August Heinrich Rudolf Grisebach. Acanthosyris falcata ingår i släktet Acanthosyris och familjen sandelträdsväxter. Inga underarter finns listade i Catalogue of Life.